# Harmel-Bericht
Als Harmel-Bericht bezeichnet man einen durch den damaligen belgischen Außenminister Pierre Harmel angeregten Bericht von 1967 zur Lage der NATO angesichts der bestehenden NATO-Strategie „Massive Vergeltung“ (MC 14/2). Darauf aufbauend entschied sich die NATO zur Harmel-Doktrin, einer Doppelstrategie.
Die NATO sollte als ein Faktor des dauerhaften Friedens gestärkt werden. Sie sollte:
1. Einerseits durch ausreichende militärische Stärke abschreckend wirken, um die militärische Sicherheit ihrer Mitgliedstaaten eindeutig und zweifelsfrei zu gewährleisten
2. Andererseits sollten unter dem Vorzeichen gesicherten militärischen Gleichgewichts dauerhafte Beziehungen zu den Staaten des Warschauer Pakts hergestellt werden, um grundlegende politische Fragen lösen zu können.

Militärische Sicherheit und eine Politik der Entspannung sollten keinen Widerspruch, sondern eine gegenseitige Ergänzung darstellen. Sicherheit wurde als Summe von Verteidigung und Entspannung verstanden.
Alle NATO-Mitgliedstaaten waren aufgerufen, ihr nationales Beziehungsgeflecht zur UdSSR zu verbessern. Allerdings durfte im Rahmen dieser Entspannungspolitik das Verhältnis zur Allianz nicht gefährdet werden (am besten durch eine gleichgerichtete Politik der Mitgliedstaaten der NATO).
Man ging davon aus, dass auch die osteuropäischen Staaten dieser Politik positiv gegenüberstehen.
Ausfluss dieser neuartigen Politik sollte auch die Klärung der Deutschlandfrage sein, die den Hauptspannungsgrund in Europa darstellte.
Der Harmel-Bericht fand schließlich 1967 seinen Niederschlag in der neuen NATO-Sicherheitsstrategie Flexible Response (MC 14/3).